# اسکادران بمب افکن ۳۹۳
اسکادران بمب افکن ۳۹۳ (انگلیسی: 393rd Bomb Squadron)، بخشی از بال ۵۰۹ بمب در پایگاه هوایی وایت‌من، میسوری است. این هواپیمای بمب افکن استراتژیک با قابلیت هسته ای را اداره می‌کند.
این اسکادران برای اولین بار در مارس ۱۹۴۴ به عنوان "اسکادران بمباران ۳۹۳"" سازماندهی شد. در نوامبر ۱۹۴۴، اسکادران به گروه کامپوزیت ۵۰۹ منتقل شد و آموزش برای تحویل جنگ‌افزار هسته‌ای را آغاز کرد. در می ۱۹۴۵، در جزایر ماریانا مستقر شد، جایی که تنها واحدی بود که از جنگ‌افزار هسته‌ایها در پیکار استفاده می‌کرد، زمانی که هواپیمای آن بمب‌های اتمی را بر روی بمباران اتمی هیروشیما و ناگاساکی در ۶ اوت ۱۹۴۵ و ۹ اوت ۱۹۴۵ [روز ۴ بر ۵ اوت]، [روز ۴ بر ۵ اوت، ۱۹ مرداد] به ایالات متحده بازگشت و در زمین هوایی ارتش راسول، نیومکزیکو مستقر شد.